# ألدغيت (محطة مترو أنفاق لندن)
ألدغيت (بالإنجليزية: Aldgate) هي إحدى محطات مترو أنفاق لندن. تقع على خط ميتروبوليتان وسيركيل أفتتحت في المنطقة (Zone) رقم 1 أفتتحت في 18 نوفمبر 1876.